# GPure
GPure est un logiciel de préparation de scènes 3D à partir d'une maquette numérique pour :
- la revue de projet en Réalité virtuelle;
- l'animation 3D;
- la création de contenu pour la communication;
- la réalisation d'outils de formation interactifs (serious games) ;
- la documentation technique interactive...

GPure a été fondé sur les résultats de recherches effectuées par EADS Innovation Works et DeltaCAD. La première version industrielle de GPure a été diffusée en 2008.
GPure est destiné au traitement de maquettes numériques de grande taille pour :
- la construction aéronautique ;
- l'industrie navale ;
- le domaine aérospatial ;
- les installations industrielles...

GPure permet de filtrer, sélectionner, réparer, simplifier et enrichir les informations (géométrie, arbre produit, données d'ingénierie) qui constitueront la scène 3D.
GPure permet de traiter la plupart des modèles 3D créés par les logiciels de Conception mécanique assistée par ordinateur et d'animation 3D, et d'exporter la scène 3D optimisée vers les principaux logiciels de modélisation 3D, d'animation 3D et de création de contenus 3D (serious game).
GPure permet de traiter des modèles définis suivant les formats CATIA, NX (Unigraphics), Pro/Engineer, SolidWorks, FBX, 3D XML et d'exporter les modèles optimisés par GPure pour les logiciels utilisant les formats 3D XML, FBX, VRML